# Gower Champion
Gower Carlyle Champion (Geneva, Illinois, 22 de junio de 1919-Nueva York, 25 de agosto de 1980) fue un actor, director teatral, coreógrafo y bailarín estadounidense.

## Biografía

### Primeros años
Sus padres eran John W. Champion y Beatrice Carlisle. Se crio en Los Ángeles, California, graduándose en la Fairfax High School de dicha ciudad. Estudió danza a temprana edad y, a los 15 años, actuaba en nightclubs con su amiga Jeanne Tyler formando el dúo artístico "Gower and Jeanne, America's Youngest Dance Team." En 1939, "Gower and Jeanne" bailaron con música de Larry Clinton y su orquesta en un corto de Warner Brothers y Vitaphone titulado "The Dipsy Doodler" (estrenado en 1940).

### Carrera
A finales de la década de 1930 e inicios de la de 1940, Champion trabajó en teatros del circuito de Broadway como bailarín y coreógrafo. Tras servir en la Guardia Costera de Estados Unidos durante la Segunda Guerra Mundial, Champion conoció a Marjorie Belcher, que pasaría a ser su nueva compañera artística, y con la que se casó en 1947.
En los primeros años cincuenta, Marge y Gower Champion hicieron siete películas musicales: Mr. Music (1950, con Bing Crosby); la versión de 1951 de Show Boat,  con Howard Keel y Kathryn Grayson; Lovely to Look At (1952), una nueva versión de Roberta, también con Keel y Grayson; la autobiográfica Everything I Have Is Yours (1952); Give a Girl a Break (1953), con Debbie Reynolds y Bob Fosse; Jupiter's Darling (1955), con Keel y Esther Williams; y Three for the Show (1955), con Betty Grable y Jack Lemmon. Todas ellas fueron producciones de Metro-Goldwyn-Mayer, excepto Mr. Music (Paramount Pictures) y Three for the Show (Columbia Pictures). 
En los años cincuenta la pareja actuó en diferentes shows televisivos de variedades, y en 1957 protagonizaron su propia sitcom para la CBS, The Marge and Gower Champion Show, basado en las experiencias de ambos a lo largo de su carrera artística. 
En 1948 Champion también había empezado a dirigir, ganando el primero de ocho Premios Tony por su puesta en escena de Lend an Ear, el show que supuso la presentación de Carol Channing ante el público teatral neoyorquino. En los años cincuenta solo trabajó en dos musicales de Broadway — coreografiando Make a Wish en 1951 y dirigiendo, poniendo en escena y protagonizando 3 For Tonight en 1955 — escogiendo pasar la mayor parte de su tiempo en Hollywood. Sin embargo, en los años sesenta dirigió diferentes espectáculos en Broadway con los que llegó al mejor momento de su carrera.
Tuvo un importante éxito en 1960 con Bye Bye Birdie, un show relativo a una estrella de rock similar a Elvis Presley que debía entrar en el ejército. En la obra trabajaban los relativamente desconocidos Chita Rivera y Dick Van Dyke dentro de un elenco de actores jóvenes. Tuvo 607 representaciones y ganó cuatro Premios Tony, incluyendo el de mejor musical, así como dos por la coreografía y dirección de Champion. A esta obra le siguió Carnival! (1961), con 719 representaciones, que cosechó siete nominaciones al Tony, entre ellas una por la dirección de Champion.
En 1964 dirigió uno de los mayores éxito de taquilla de Broadway, Hello, Dolly!. Se hicieron 2844 representaciones de la obra — casi siete años. El show consiguió diez premios Tony, entre ellos el de mejor musical, así como dos por la dirección y la coreografía de Champion.
Champion trabajó en su cuarto éxito musical consecutivo en 1966, en la pieza I Do! I Do!. El reparto lo componían dos actores — los veteranos Mary Martin y Robert Preston — interpretando a una pareja en el transcurso de los años de su matrimonio. El show tuvo 560 representaciones y obtuvo siete nominaciones a los Tony, entre ellas una a la dirección de Champion.
Su siguiente espectáculo, The Happy Time (1968), rompió la racha. Tuvo una campaña relativamente mala de únicamente 286 representaciones. A este relativo fracaso le siguieron otros aún mayores. En los años setenta Champion dirigió pequeños éxitos (Sugar en 1972, y la reposición de Irene en 1973), fracasos (Mack & Mabel en 1974) y desastres totales (Rockabye Hamlet — siete representaciones en 1976 — y A Broadway Musical, representada una única noche en 1978, y Prettybelle). Coincidiendo con todo ello, Champion se divorció en 1973.
Tras los fallos de la década previa, Champion fue capaz de volver en 1980 con un show, La Calle 42, adaptación del clásico cinematográfico coreografiado y dirigido por él, que fue su espectáculo más representado. Ganó el Tony al mejor musical, siendo nominado Champion por la dirección y la coreografía, ganando el premio por la última.  El show tuvo 3,486 representaciones, pero Champion no llegó a ver ninguna. La noche del estreno el productor David Merrick sorprendió al elenco y al público al anunciar que Champion había fallecido ese mismo día.

### Vida personal
Champion se casó en 1947 con la actriz Marjorie Celeste Belcher (Marge Champion), con la que tuvo dos hijos: Blake y el actor Gregg Champion. En 1976 se casó de nuevo, esta vez con Karla Russell.
A principios de 1979 a Champion le diagnosticaron en el Instituto Scripps una macroglobulinemia de Waldenström, un raro cáncer sanguíneo. Inició tratamiento en el Hospital Cedars of Lebanon de Los Ángeles, por lo que hubo de abandonar su trabajo. En agosto de 1980 falleció en la ciudad de Nueva York, en el Memorial Sloan-Kettering Cancer Center. Sus restos fueron incinerados, y las cenizas entregadas a los allegados.

## Trabajos en Broadway
- Count Me In (musical), actor (1942).
- Lend an Ear, musical staging (1948).
- Small Wonder (musical), coreógrafo (1948).
- Make a Wish, coreógrafo (1951).
- 3 for Tonight, director y actor (1955).
- Bye Bye Birdie, director y coreógrafo (1960).
- Carnival!, director y coreógrafo (1961).
- Hello, Dolly!, director y coreógrafo (1964).
- I Do! I Do!, director (1966).
- 3 Bags Full, director (1966).
- The Happy Time, director y coreógrafo (1968).
- A Flea in Her Ear, director (1969).
- Prettybelle, director y coreógrafo (1971).
- Sugar, director y coreógrafo (1972).
- Irene, director (1973).
- Mack & Mabel, director y coreógrafo (1974)
- Rockabye Hamlet, director y coreógrafo (1976).
- A Broadway Musical, supervisor de producción (1978).
- La calle 42, director y coreógrafo (1980).

## Premios y candidaturas
Premios
- 1949 Tony a la mejor coreografía – Lend an Ear
- 1961 Tony a la mejor coreografía – Bye Bye Birdie
- 1961 Tony a la mejor dirección de un musical – Bye Bye Birdie
- 1964 Tony a la mejor coreografía – Hello, Dolly!
- 1964 Tony a la mejor dirección de un musical – Hello, Dolly!
- 1968 Tony a la mejor coreografía – The Happy Time
- 1968 Tony a la mejor dirección de un musical – The Happy Time
- 1981 Premio Drama Desk Award a la mejor coreografía – La calle 42
- 1981 Tony a la mejor coreografía – La calle 42

Candidaturas
- 1962 Tony a la mejor dirección de un musical – Carnival!
- 1967 Tony a la mejor dirección de un musical – I Do! I Do!
- 1973 Tony a la mejor coreografía – Sugar
- 1973 Tony a la mejor dirección de un musical – Sugar
- 1975 Tony a la mejor coreografía – Mack & Mabel
- 1975 Tony a la mejor dirección de un musical – Mack & Mabel
- 1981 Tony a la mejor dirección de un musical – La calle 42